# Redmond (Oregón)
Redmond es una ciudad ubicada en el condado de Deschutes en el estado estadounidense de Oregón. En el año 2008 tenía una población de 25.445 habitantes y una densidad poblacional de 508.3 personas por km².

## Geografía
Redmond se encuentra ubicada en las coordenadas 44°16′8″N 121°11′1″O / 44.26889, -121.18361.

## Demografía
Según la Oficina del Censo en 2000 los ingresos medios por hogar en la localidad eran de $33,701, y los ingresos medios por familia eran $41,481. Los hombres tenían unos ingresos medios de $31,940 frente a los $23,508 para las mujeres. La renta per cápita para la localidad era de $16,286. Alrededor del 9.7% de la población estaban por debajo del umbral de pobreza.